# Гропенець
Гропенець (пол. Gropieniec) — гірський потік в Україні, у Надвірнянському районі Івано-Франківської області у Галичині. Правий доплив Дурнинця, (басейн Дністра).

## Опис
Довжина потоку 9  км, найкоротша відстань між витоком і гирлом — 7,45  км, коефіцієнт звивистості потоку — 1,21 . Формується багатьма безіменними гірськими потоками. Потік тече в Українських Карпатах.

## Розташування
Бере початок на північно-східних схилах гори Гропа (1758,7 м). Тече переважно на північний схід і в селі Климпуші впадає у потік Дурнинець, лівий доплив Бистриці Надвірнянської.

## Цікавий факт
- У вурхів'ї потоку розташоване Заповідне урочище Гропинець.